# Rei Izumi
Rei Izumi, född 12 april i Japan, är en japansk serieskapare. Hon är känd för sina mangor Hibiki's Magic, Postal Work, Shank!! The rate Story och för sitt samarbete med Tatsuya Hamazaki med mangan .Hack.